# Peter Galton
Peter Malcom Galton (Londra, 14 marzo 1942) è un paleontologo britannico.
Ha scritto, anche come collaboratore, circa 190 articoli su riviste scientifiche o capitoli di libri di testo di paleontologia, in particolare sui dinosauri ornitischi e prosauropodi.
Con Robert Bakker in un articolo congiunto pubblicato su Nature nel 1974, ha sostenuto che i dinosauri costituiscono un gruppo monofiletico naturale, in contrasto con l'opinione prevalente che li considerava polifiletici come costituiti da due ordini diversi non strettamente correlati, dando così inizio a una rivoluzione negli studi sui dinosauri e contribuendo alla rinascita della popolarità dei dinosauri nel campo della paleontologia.
| P. M. Galton è l'abbreviazione standard utilizzata per le specie animali descritte da Peter Galton. Categoria:Taxa classificati da Peter Galton |

| Controllo di autorità | VIAF (EN) 3145304695478610691 · ISNI (EN) 0000 0000 1965 3571 · LCCN (EN) n50016717 · J9U (EN, HE) 987007355493905171 |